# 102 мм гармата Обухівського заводу

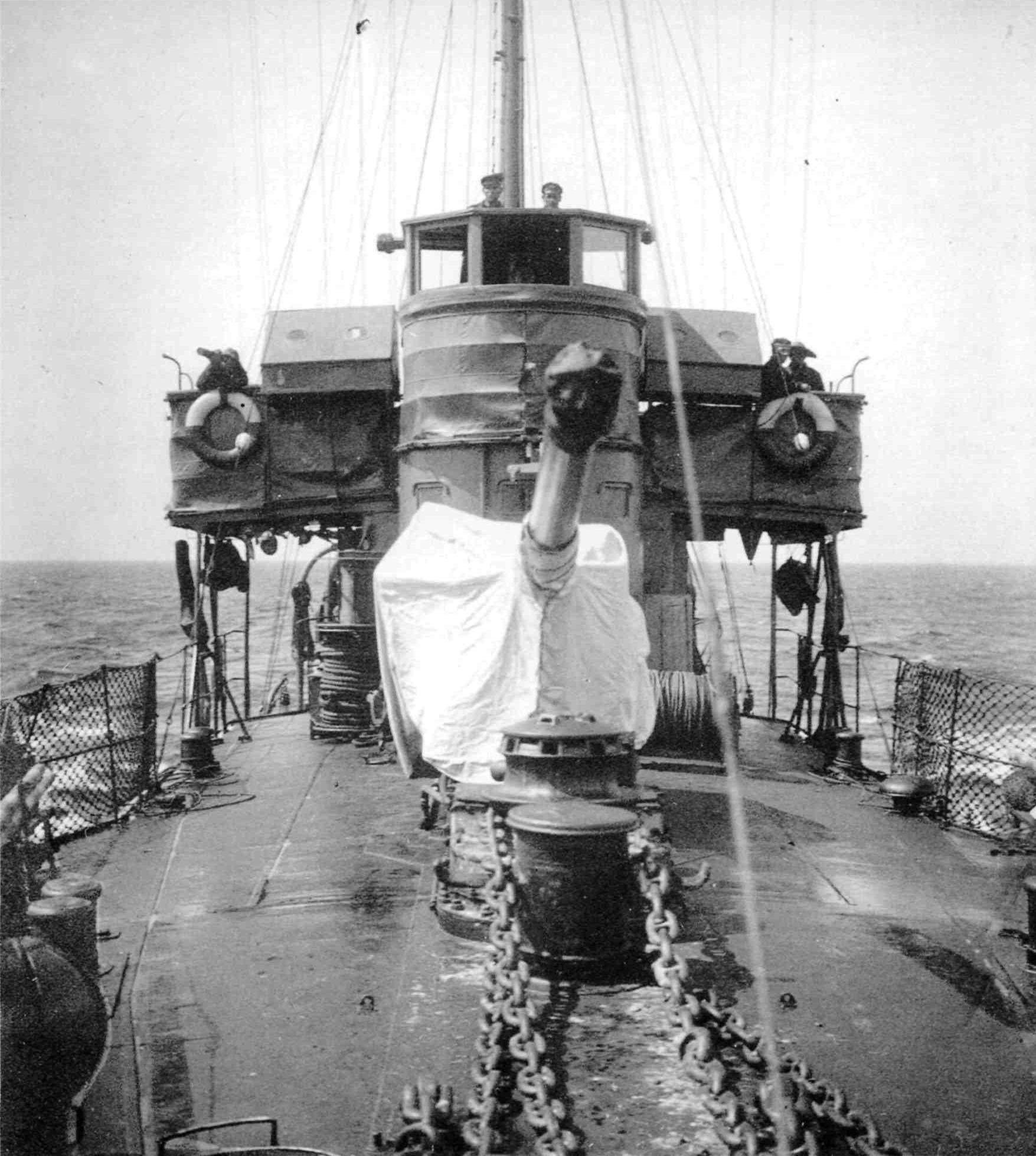
Гармата встановлена на есмінці «Сталін», 1951 рік

102 мм гармата Обухівського заводу — корабельна гармата калібру 102 мм, розроблена на Обухівському сталеливарному заводі у Санкт-Петербурзі. Гармата використовувалася з 1909 до 1950-х років спочатку у ВМФ Російської імперії, а потім і у ВМФ СРСР. Встановлювалась на есмінцях та канонерках. До 1917 року було вироблено 225 таких артилерійських установок.

## Проектування
Питання про необхідність переозброєння ескадрених міноносців російського флоту з гармат 75-міліметрового протимінного калібру на більш потужні було підняте начальником Мінної дивізії Балтійського флоту М. О. фон Ессеном в січні 1907 року. Розробка нової швидкострільної 102-мм (4-дюймової) гармати велася за технічної консультації англійської фірми «Віккерс» на Обухівському сталеливарному заводі.

## Випробування і виробництво
У серпні 1909 року успішно завершилися полігонні випробування нової зброї; до кінця цього ж року на Обухівському заводі було розгорнуто її серійне виробництво. Всього було замовлено 505 гармат. До 1 січня 1917 було здано флоту 225 одиниць зброї. У 1917 році передбачалося поставити 200 і в 1918 — 80 гармат. До 1 квітня 1917 на Чорноморському флоті (ЧФ) налічувалося 35 гармат, всі вони перебували на кораблях.
На початку 1921 року Пермському заводу видали замовлення на виготовлення 85 102-мм гармат, пізніше замовлення зменшили до 48 штук. До кінця 1922 було здано всього 7 гармат. У середині 1920-х років виробництво даних артилерійських систем в Пермі припинилося.

## Характеристика

### Загальна характеристика
Гармата складалася з внутрішньої труби довжиною 60 калібрів (6284 мм), яка скріплювалась трьома циліндрами, надітими в гарячому стані. Нарізна частина гармати довжиною 5285 мм складалася з 24 нарізів глибиною 1,02 мм. На казенну частину гармати в гарячому стані надягався кожух, а на останній нагвинчувався казенник. Довжина відкату становила 711 мм. Затвор — клинового горизонтально-ковзного типу з напівавтоматикою, що забезпечував при відкаті відкривання затвора за допомогою екстракції стріляної гільзи. Завдяки напівавтоматиці, технічна скорострільність гармати була доведена до 12-15 пострілів на хвилину (практична скорострільність була не більше 10).
Есмінці мали систему централізованого управління артилерійською стрільбою конструкції М. А. Федоріцького виробництва заводу «Гейслер і Ко».

### Система подачі боєприпасів
Скорострільність гармати обмежувалася ручними елеваторами, здатними подавати снаряди зі швидкістю 10 штук в хвилину. На есмінці типу «Новик» елеватори могли керуватися електроприводом.

### Боєприпаси
Постріли проводилися 102-мм унітарними патронами вагою 30 кг зі снарядом вагою 17,5 кг і гільзою із зарядом 7,5 кг. У боєкомплект гармати входили як фугасні (зразка 1911 і 1916 років), так і шрапнель, пірнаючий і освітлювальний беспарашютний снаряди. Початкова швидкість фугасного снаряда (маса заряду 5,2 кг) становила 823 м / с.

### Модифікації
На основі гармат Обухівського заводу в 1927 році було розроблено 102-мм корабельну гармату (Б-2).

## Гарматна установка
Перші 102-мм установки Обухівського заводу мали кути підйому −6 … + 15 ° і дальність стрільби 54 кабельтова. Артилерійські установки забезпечувалися сталевим щитом товщиною 38 мм і масою 290 кг. Щит прикривав лише механізми артилерійської установки, але не захищав артилерійську прислугу (у складі розрахунку з семи осіб).
У 1914 році під тумбу гармати був поставлений барабан висотою 200 мм. Завдяки його установці вдалося підвищити кут підйому гармати до 20 °, а з 1916 року (після заміни барабана старої конструкції на новий висотою 320 мм) до 25 °, збільшивши тим самим дальність стрільби до 72 кабельтових. У цьому ж році Обухівський завод почав випуск гармат з 500-мм барабаном і кутом підйому 30 ° (дальність стрільби була збільшена до 88 кабельтових — 16,3 км).
Корабельна гармата могла використовуватися на платформах (палубах кораблів) при кутах крену до 12 °, або до 20-25 °, але зі зниженою скорострільністю.

## Історія експлуатації
Перші серійні зразки гармат були встановлені на серії ескадрених міноносців типу «Доброволец». Також гармати цього типу встановлювалися на есмінці типу «Новик». До 1918 року 102 мм гармати встановлювалися виключно на есмінці. У громадянську війну їх ставили на канонерських човнах (КЧ) і плавучих батареях. З 1927 року встановлювали на сторожові кораблі типу «Ураган».
До 22 червня 1941 на озброєнні ВМФ СРСР стояло 146 102-мм гармати. З них на Балтійському флоті — 49, Чорноморському флоті — 30, Північному флоті — 18, Тихоокеанському — 30, Пінської флотилії — 6 (канонерки «Вірний» і «Передовий»), Каспійської флотилії — 9 (канонерки «Бакинський робітник», «Альтфатер» і «Маркін»). Крім того цими артилерійськими системами були озброєні сторожові кораблі НКВС: два типу «Дзержинський» (6 гармат) і чотири типу «Діамант» (4 гармати). Крім озброєння кораблів гармати встановлювали і на берегових батареях.